# Juncus balticus
Espèce
Classification APG III (2009)
Juncus balticus est une espèce botanique de joncs que l'on rencontre au bord de la mer Baltique, dans la région de Borkum et dans les îles de la Frise-Occidentale.

## Synonyme
- Juncus arcticus subsp. balticus Willd.

## Description
Cette plante vivace herbacée au long rhizome atteint une hauteur de 25 à 75 centimètres. Ses inflorescences disposées le long de la tige comportent des grappes de 25 à 65 fleurs (rarement 80) avec des pédoncules de 4 à 5 cm.
Les fruits sont en forme de capsules ovales.